# かりゆし おきなわ
かりゆし おきなわは、琉球海運が運航していたRORO貨客船。

## 概要
さんしゃいん おきなわの代船として尾道造船で建造され、1988年1月14日に就航した。船名の「かりゆし」は沖縄方言で「めでたい」「縁起が良い」を意味し、また海への愛と信頼を込めた「海やかりゆし」の言葉に通ずるものとされた。本船の就航で東京-那覇間の航行時間が4時間短縮された。
2001年11月、RORO貨物船「かりゆし」の就航により引退した。
その後、韓国の威東航運に売却され、NEW GOLDEN BRIDGE IIとなった。
2005年、ASIANA ACEに船名を変更、2007年、ASIA ACEに船名を変更した。
2012年1月、中国で解体された。

### 就航航路
- 東京港 - 那覇港

## 設計
船首船橋船尾機関室型の旅客船兼自動車渡船である。長距離の航行や台風時・冬季における荒天時の耐航性や居住性に十分対応する配慮を行い、主機は省エネ・省メンテナンスを考慮し1期1軸とした。ランプウェイは右舷側船首尾の2箇所に装備していた。並列煙突となっているが、左舷のファンネルはダミーであった。

## 船内

### 船室
| クラス     | 部屋数 | 定員 | 設備                               |
| ---------- | ------ | ---- | ---------------------------------- |
| 特別一等室 | 2名    | 2室  | バス・トイレ付きダブルベッドルーム |
| 一等室     | 2名    | 23室 | ダブルベッドルーム                 |
| 二等寝台   | 8名    | 6室  | 二段ベッド                         |
| 二等室     | 26名   | 2室  | カーペット敷き和室                 |

### 設備
- レストラン・ビュッフェ - 都会的センスとモダンなイメージで現代的な装飾を施した[2]。
- サロン - モダンなイメージかつ落ち着いた雰囲気とした[2]。
- 売店
- 自動販売機
- シャワー室
- ゲームコーナー

## 事故・インシデント

### 漁船との衝突
1993年8月1日、7時25分ごろ、東京港から那覇港へ航行中だった本船は、潮岬南方の海上、北緯32度26分東経136度24分の地点でまぐろはえ縄漁船第12松丸と衝突した。松丸の船首が、本船の左舷後部に前方から約87度の角度で衝突、本船は左舷後部の外板に擦過傷を生じ、松丸は船首部が圧壊した。本船は衝突に気付かず続航し、海上保安庁からの連絡により衝突の事実を知った。事故原因は、両船が互いに進路を横切り衝突の恐れがある態勢で接近中、第12松丸が見張り不十分で、前路を左方に横切る本船の進路を避けなかったことで発生したが、本船が見張り不十分で警告信号を行わず、衝突回避の動作をとらなかったこと一因とされた。

### 貨物船との衝突
1998年8月14日、21時0分ごろ、博多港から那覇港へ向かっていた本船は、那覇港新港ふ頭へ入港する際、那覇港新港第1防波堤南灯台の南南西約280メートルの地点で、出港しようとしていたRORO貨物船フェリー東京と衝突した。本船の船首がフェリー東京の右舷船首部に前方から50度の角度で衝突、本船は船首部を圧壊、フェリー東京は右舷船首部を長さ15メートルにわたって損傷した。事故原因は、本船が防波堤入口に向けて入航中、見張り不十分で、防波堤外へ出航するフェリー東京の進路を避けなかったことで発生したが、フェリー東京が本船と防波堤入口で行き会う恐れがあったにもかかわらず、動静監視不十分で警告信号を行わず、衝突回避措置をとらなかったことも一因とされた。